# コンスタンティノープル条約 (1724年)
コンスタンティノープル条約は、ロシア帝国とオスマン帝国の間で1724年6月12日に締結された条約。
ロシア・オスマン条約やペルシャ分割条約(Iran Mukasemenamesi)とも呼ばれる。
両国間に挟まれたサファヴィー朝ペルシャの領土の大部分を分割することを取り決めた条約である。

## 概要
ロシア帝国とオスマン帝国は、どちらがより多くペルシャ領を占領できるか競争をしており、ギャンジャの占領をめぐって両国が交戦しそうな事態となりフランスが介入した。
フランスを仲裁役として、両国の政府は1724年6月12日にオスマン帝国の首都イスタンブール（ヨーロッパ諸国は古名のコンスタンティノープルで呼ぶ）の地で、両国間に挟まれたペルシャ領の大部分を分割することに合意する条約を締結した。
その結果、クラ川とアラス川の合流地点より東の地域はロシア領となり、西の地域はオスマン帝国領となった。
分割した領土の主な地名を挙げると
- ロシア領 - デルベント・バクー・ダゲスタン
- オスマン帝国領 - ギャンジャ・カラバフ・アハルツィヘ・エレバン・タブリーズ

しかし、ペルシャのナーディル・シャーはこの条約を認めず、後にオスマン帝国に宣戦布告する。